# Влахи (село, Болгария)
Влахи (болг. Влахи) — село в Благоевградской области Болгарии. Входит в состав общины Кресна. Находится примерно в 6 км к востоку от центра города Кресна и примерно в 33 км к югу от центра города Благоевград. По данным переписи населения 2011 года, в селе  проживало 5 человек, преобладающая национальность — болгары.

## Население
| Год     | 1934 | 1946 | 1956 | 1965 | 1975 | 1985 | 1992 | 2001 | 2011 |
| ------- | ---- | ---- | ---- | ---- | ---- | ---- | ---- | ---- | ---- |
| Жителей | 1642 | 1307 | 1132 | 624  | 167  | 72   | 36   | 17   | 5    |

|  |